# Staro Measto, Kărdjali
Staro Measto (în bulgară Старо Място) este un sat în comuna Kărdjali, regiunea Kărdjali,  Bulgaria. 

## Demografie
Componența etnică a satului Staro Measto
     Turci (100%)
     Nicio identificare (0%)
     Altele (0%)
La recensământul din 2011, populația satului Staro Measto era de 5 locuitori. Din punct de vedere etnic, majoritatea locuitorilor (100%) erau turci. Pentru 0% din locuitori nu este cunoscută apartenența etnică.